# Puchar CEV w piłce siatkowej mężczyzn (1996/1997)
Puchar CEV siatkarzy 1996/1997 - 17. sezon Pucharu CEV rozgrywanego od 1980 roku, organizowanego przez Europejską Konfederację Piłki Siatkowej (CEV) w ramach europejskich pucharów dla męskich klubowych zespołów siatkarskich "starego kontynentu".

## System rozgrywek
Rozgrywki toczyły się najpierw od fazy kwalifikacyjnej, z której zwycięzcy zagrali w fazie grupowej po 4 zespoły w każdej grupie. Zespoły z pierwszych miejsc zagrały w kolejnym etapie. W 1/8 finału i ćwierćfinałach drużyny podzielone zostały na pary. Każda z par rozegrała po dwa spotkania. O awansie decydowały kolejno: liczba wygranych spotkań, liczba wygranych setów, liczba zdobytych małych punktów. Zwycięzcy ćwierćifnałów awansowali do turnieju finałowego, w którym rozegrano półfinały, mecz o 3. miejsce i finał.

## Drużyny uczestniczące
- Olimpik Tirana
- Hypo Klagenfurt
- Sportunion Enns
- GO Pass Zellik
- Desimpel Torhout
- Kommunalnik Grodno
- Mladost Brcko
- OK Bihac
- Željezničar Osijek
- MOK Osijek
- Jihostroj Czeskie Budziejowice
- Aero Odolena Voda
- Setuza Uście nad Łabą
- Holte IF
- Perttelin Peikot
- Raision Loimu
- Avignon VB
- AS Cannes
- AVC Orestiada
- Ktisifon Peania
- Larsa Vigo
- Unicaja Almería
- Rentokil ZVH
- Kuipers Zwolle
- Hapoël Haztor
- Budućnost Podgorica
- OK Smederevo
- Dauer Daugavpils
- VC Mamer
- Volley 80 Pétange
- Strumica Strumica
- Jugohrom Jegunovce
- Dniester Parcani
- Stredo Strasheni
- Moldavgidromash Kiszyniów
- Bayer Wuppertal
- VfB Friedrichshafen
- Samotlar Niżnewartowsk
- Izumrud Jekaterynburg
- Dinamo Bukareszt
- Explorări Baia Mare
- Legia Warszawa
- Yawal Częstochowa
- Castêlo da Maia GC
- Nacional Funchal
- SC Espinho
- OK Pomgrad
- Banka Olimpija Ljubljana
- Stavbár Žilina
- TV Amriswil
- Lausanne UC
- Ziraatbank Ankara
- Netas Stambuł
- Stirol Gorlovka
- Azot Cherkasy
- Lokomotiv Charków
- Porto Ravenna
- Roma Volley

## Rozgrywki

### Faza kwalifikacyjna
| Data       | Drużyna 1          | Wynik | Drużyna 2          | Sety                      |
| ---------- | ------------------ | ----- | ------------------ | ------------------------- |
| 02.11.1996 | Nacional Funchal   | 0:3   | GO Pass Zellik     | 3:15, 4:15, 8:15          |
| 09.11.1996 | GO Pass Zellik     | 3:0   | Nacional Funchal   | 15:6, 15:7, 15:3          |
|            |                    |       |                    |                           |
| 08.11.1996 | Stavbar Zilina     | 0:3   | Ziraatbank Ankara  | 4:15, 5:15, 7:15          |
| 09.11.1996 | Ziraatbank Ankara  | 3:0   | Stavbar Zilina     | 15:8, 15:7, 15:13         |
|            |                    |       |                    |                           |
| 08.11.1996 | Dniester Parcani   | 0:3   | Hapoel Haztor      | 2:15, 2:15, 3:15          |
| 10.11.1996 | Hapoel Haztor      | 3:0   | Dniester Parcani   | 15:2, 15:6, 15:9          |
|            |                    |       |                    |                           |
| 02.11.1996 | Metalac Olt Osijek | 0:3   | Kommunalnik Grodno | 13:15, 4:15, 12:15        |
| 10.11.1996 | Kommunalnik Grodno | 3:0   | Metalac Olt Osijek | 15:8, 15:8, 15:6          |
|            |                    |       |                    |                           |
| 09.11.1996 | Mladost Brcko      | 0:3   | Larsa Vigo         | 5:15, 6:15, 9:15          |
| 10.11.1996 | Larsa Vigo         | 3:0   | Mladost Brcko      | 15:7, 15:0, 15:2          |
|            |                    |       |                    |                           |
| 02.11.1996 | Ktisifon Peania    | 3:0   | Dauer Daugavpils   | 15:13, 15:11, 15:2        |
| 04.11.1996 | Dauer Daugavpils   | 0:3   | Ktisifon Peania    | 10:15, 7:15, 13:15        |
|            |                    |       |                    |                           |
| 02.11.1996 | OK Pomgrad         | 3:1   | Stirol Gorlovka    | 16:14, 5:15, 15:13, 15:13 |
| 04.11.1996 | Stirol Gorlovka    | 3:0   | OK Pomgrad         | 15:8, 15:9, 15:4          |

### Faza główna

#### Turniej 1
Wyniki
| Data       | Drużyna 1           | Wynik | Drużyna 2           | Sety                             |
| ---------- | ------------------- | ----- | ------------------- | -------------------------------- |
| 29.11.1996 | Explorari Baia Mari | 3:2   | Ziraatbank Ankara   | 14:16, 15:10, 15:7, 12:15, 16:14 |
| 30.11.1996 | Perttelin Peikot    | 3:0   | Explorari Baia Mari | 16:14, 15:8, 16:14               |
| 01.12.1996 | Ziraatbank Ankara   | 3:0   | Perttelin Peikot    | 15:9, 16:14, 15:5                |

Tabela
| Lp. | Drużyna             | Pkt | Mecze | Mecze | Mecze | Sety | Sety | Sety  | Małe punkty | Małe punkty | Małe punkty |
| Lp. | Drużyna             | Pkt | M     | W     | P     | wyg. | prz. | ratio | zdob.       | str.        | ratio       |
| --- | ------------------- | --- | ----- | ----- | ----- | ---- | ---- | ----- | ----------- | ----------- | ----------- |
| 1   | Ziraatbank Ankara   | 3   | 2     | 1     | 1     | 5    | 3    | 1.667 | 108         | 100         | 1.080       |
| 2   | Perttelin Peikot    | 3   | 2     | 1     | 1     | 3    | 3    | 1.000 | 75          | 82          | 0.915       |
| 3   | Explorari Baia Mari | 3   | 2     | 1     | 1     | 3    | 5    | 0.600 | 108         | 109         | 0.991       |

#### Turniej 2
Wyniki
| Data       | Drużyna 1        | Wynik | Drużyna 2        | Sety                             |
| ---------- | ---------------- | ----- | ---------------- | -------------------------------- |
| 29.11.1996 | Legia Warszawa   | 3:0   | Stredo Strasheni | 15:5, 15:5, 15:7                 |
| 29.11.1996 | Hypo Klagenfurt  | 0:3   | Desimpel Torhout | 7:15, 5:15, 11:15                |
| 30.11.1996 | Legia Warszawa   | 3:1   | Hypo Klagenfurt  | 15:2, 15:6, 5:15, 15:3           |
| 30.11.1996 | Stredo Strasheni | 0:3   | Desimpel Torhout | 2:15, 2:15, 5:15                 |
| 01.12.1996 | Desimpel Torhout | 2:3   | Legia Warszawa   | 16:14, 15:17, 15:7, 10:15, 13:15 |
| 01.12.1996 | Hypo Klagenfurt  | 2:3   | Stredo Strasheni | 15:12, 17:15, 10:15, 10:15, 9:15 |

Tabela
| Lp. | Drużyna          | Pkt | Mecze | Mecze | Mecze | Sety | Sety | Sety  | Małe punkty | Małe punkty | Małe punkty |
| Lp. | Drużyna          | Pkt | M     | W     | P     | wyg. | prz. | ratio | zdob.       | str.        | ratio       |
| --- | ---------------- | --- | ----- | ----- | ----- | ---- | ---- | ----- | ----------- | ----------- | ----------- |
| 1   | Legia Warszawa   | 6   | 3     | 3     | 0     | 9    | 3    | 3.000 | 163         | 112         | 1.455       |
| 2   | Desimpel Torhout | 5   | 3     | 2     | 1     | 8    | 3    | 2.667 | 159         | 100         | 1.590       |
| 3   | Stredo Strasheni | 4   | 3     | 1     | 2     | 3    | 8    | 0.375 | 98          | 151         | 0.649       |
| 4   | Hypo Klagenfurt  | 3   | 3     | 0     | 3     | 3    | 9    | 0.333 | 110         | 167         | 0.659       |

#### Turniej 3
Wyniki
| Data       | Drużyna 1                | Wynik | Drużyna 2                | Sety                           |
| ---------- | ------------------------ | ----- | ------------------------ | ------------------------------ |
| 29.11.1996 | Samotlar Niżnewartowsk   | 3:0   | Olimpik Tirana           | 15:1, 15:7, 15:0               |
| 29.11.1996 | Rentokil ZVH             | 3:2   | Banka Olimpija Ljubljana | 15:7, 9:15, 15:12, 7:15, 15:12 |
| 30.11.1996 | Rentokil ZVH             | 1:3   | Samotlar Niżnewartowsk   | 15:8, 11:15, 5:15, 10:15       |
| 30.11.1996 | Banka Olimpija Ljubljana | 3:0   | Olimpik Tirana           | 15:10, 15:13, 15:13            |
| 01.12.1996 | Samotlar Niżnewartowsk   | 3:1   | Banka Olimpija Ljubljana | 15:8, 6:15, 15:9, 15:8         |
| 01.12.1996 | Olimpik Tirana           | 0:3   | Rentokil ZVH             | 3:15, 8:15, 7:15               |

Tabela
| Lp. | Drużyna                  | Pkt | Mecze | Mecze | Mecze | Sety | Sety | Sety  | Małe punkty | Małe punkty | Małe punkty |
| Lp. | Drużyna                  | Pkt | M     | W     | P     | wyg. | prz. | ratio | zdob.       | str.        | ratio       |
| --- | ------------------------ | --- | ----- | ----- | ----- | ---- | ---- | ----- | ----------- | ----------- | ----------- |
| 1   | Samotlar Niżnewartowsk   | 6   | 3     | 3     | 0     | 9    | 2    | 4.500 | 149         | 89          | 1.674       |
| 2   | Rentokil ZVH             | 5   | 3     | 2     | 1     | 7    | 5    | 1.400 | 147         | 132         | 1.114       |
| 3   | Banka Olimpija Ljubljana | 4   | 3     | 1     | 2     | 6    | 6    | 1.000 | 146         | 148         | 0.986       |
| 4   | Olimpik Tirana           | 3   | 3     | 0     | 3     | 0    | 9    | 0.000 | 62          | 135         | 0.459       |

#### Turniej 4
Wyniki
| Data       | Drużyna 1         | Wynik | Drużyna 2         | Sety                    |
| ---------- | ----------------- | ----- | ----------------- | ----------------------- |
| 29.11.1996 | Sportunion Enns   | 3:0   | Strumica Strumica | 15:6, 15:8, 16:14       |
| 29.11.1996 | Kuipers Zwolle    | 3:0   | VC Mamer          | 15:11, 15:6, 15:3       |
| 30.11.1996 | VC Mamer          | 0:3   | Sportunion Enns   | 2:15, 2:15, 1:15        |
| 30.11.1996 | Strumica Strumica | 1:3   | Kuipers Zwolle    | 15:10, 3:15, 6:15, 6:15 |
| 01.12.1996 | Strumica Strumica | 3:0   | VC Mamer          | 15:11, 15:5, 15:7       |
| 01.12.1996 | Sportunion Enns   | 0:3   | Kuipers Zwolle    | 5:15, 7:15, 4:15        |

Tabela
| Lp. | Drużyna           | Pkt | Mecze | Mecze | Mecze | Sety | Sety | Sety  | Małe punkty | Małe punkty | Małe punkty |
| Lp. | Drużyna           | Pkt | M     | W     | P     | wyg. | prz. | ratio | zdob.       | str.        | ratio       |
| --- | ----------------- | --- | ----- | ----- | ----- | ---- | ---- | ----- | ----------- | ----------- | ----------- |
| 1   | Kuipers Zwolle    | 6   | 3     | 3     | 0     | 9    | 1    | 9.000 | 145         | 66          | 2.197       |
| 2   | Sportunion Enns   | 5   | 3     | 2     | 1     | 6    | 3    | 2.000 | 107         | 78          | 1.372       |
| 3   | Strumica Strumica | 4   | 3     | 1     | 2     | 4    | 6    | 0.667 | 103         | 124         | 0.831       |
| 4   | VC Mamer          | 3   | 3     | 0     | 3     | 0    | 9    | 0.000 | 48          | 135         | 0.356       |

#### Turniej 5
Wyniki
| Data       | Drużyna 1        | Wynik | Drużyna 2        | Sety                           |
| ---------- | ---------------- | ----- | ---------------- | ------------------------------ |
| 29.11.1996 | Dinamo Bukareszt | 2:3   | OK Smederevo     | 15:5, 7:15, 6:15, 15:12, 11:15 |
| 29.11.1996 | Raision Loimu    | 1:3   | SC Espinho       | 15:10, 9:15, 13:15, 14:16      |
| 30.11.1996 | OK Smederevo     | 0:3   | Raision Loimu    | 13:15, 9:15, 8:15              |
| 30.11.1996 | SC Espinho       | 3:0   | Dinamo Bukareszt | 15:6, 15:12, 15:8              |
| 01.12.1996 | OK Smederevo     | 0:3   | SC Espinho       | 9:15, 10:15, 5:15              |
| 01.12.1996 | Raision Loimu    | 3:0   | Dinamo Bukareszt | 15:11, 15:6, 15:7              |

Tabela
| Lp. | Drużyna          | Pkt | Mecze | Mecze | Mecze | Sety | Sety | Sety  | Małe punkty | Małe punkty | Małe punkty |
| Lp. | Drużyna          | Pkt | M     | W     | P     | wyg. | prz. | ratio | zdob.       | str.        | ratio       |
| --- | ---------------- | --- | ----- | ----- | ----- | ---- | ---- | ----- | ----------- | ----------- | ----------- |
| 1   | SC Espinho       | 6   | 3     | 3     | 0     | 9    | 1    | 9.000 | 146         | 101         | 1.446       |
| 2   | Raision Loimu    | 5   | 3     | 2     | 1     | 7    | 3    | 2.333 | 141         | 110         | 1.282       |
| 3   | OK Smederevo     | 4   | 3     | 1     | 2     | 3    | 8    | 0.375 | 116         | 144         | 0.806       |
| 4   | Dinamo Bukareszt | 3   | 3     | 0     | 3     | 2    | 9    | 0.222 | 104         | 152         | 0.684       |

#### Turniej 6
Wyniki
| Data       | Drużyna 1          | Wynik | Drużyna 2          | Sety                     |
| ---------- | ------------------ | ----- | ------------------ | ------------------------ |
| 29.11.1996 | Castelo da Maia Gc | 1:3   | Bayer Wuppertal    | 15:10, 2:15, 6:15, 3:15  |
| 29.11.1996 | Jugohrom Jegunovce | 0:3   | Avignon VB         | 8:15, 2:15, 11:15        |
| 30.11.1996 | Jugohrom Jegunovce | 0:3   | Castelo da Maia Gc | 5:15, 7:15, 4:15         |
| 30.11.1996 | Bayer Wuppertal    | 3:1   | Avignon VB         | 15:8, 15:8, 14:16, 15:13 |
| 01.12.1996 | Bayer Wuppertal    | 3:1   | Jugohrom Jegunovce | 9:15, 15:13, 15:2, 15:3  |
| 01.12.1996 | Avignon VB         | 0:3   | Castelo da Maia Gc | 11:15, 11:15, 8:15       |

Tabela
| Lp. | Drużyna            | Pkt | Mecze | Mecze | Mecze | Sety | Sety | Sety  | Małe punkty | Małe punkty | Małe punkty |
| Lp. | Drużyna            | Pkt | M     | W     | P     | wyg. | prz. | ratio | zdob.       | str.        | ratio       |
| --- | ------------------ | --- | ----- | ----- | ----- | ---- | ---- | ----- | ----------- | ----------- | ----------- |
| 1   | Bayer Wuppertal    | 6   | 3     | 3     | 0     | 9    | 3    | 3.000 | 168         | 104         | 1.615       |
| 2   | Castelo da Maia Gc | 5   | 3     | 2     | 1     | 7    | 3    | 2.333 | 116         | 101         | 1.149       |
| 3   | Avignon VB         | 4   | 3     | 1     | 2     | 4    | 6    | 0.667 | 120         | 125         | 0.960       |
| 4   | Jugohrom Jegunovce | 3   | 3     | 0     | 3     | 1    | 9    | 0.111 | 70          | 144         | 0.486       |

#### Turniej 7 -Pétange
Wyniki
| Data       | Drużyna 1         | Wynik | Drużyna 2         | Sety                           |
| ---------- | ----------------- | ----- | ----------------- | ------------------------------ |
| 29.11.1996 | Azot Czerkasy     | 0:3   | Aero Odolena Voda | 9:15, 6:15, 4:15               |
| 29.11.1996 | Volley 80 Pétange | 0:3   | Hapoël Haztor     | 5:15, 9:15, 11:15              |
| 30.11.1996 | Aero Odolena Voda | 3:0   | Volley 80 Pétange | 15:4, 15:10, 15:2              |
| 30.11.1996 | Hapoël Haztor     | 2:3   | Azot Czerkasy     | 13:15, 15:13, 7:15, 15:8, 9:15 |
| 01.12.1996 | Hapoël Haztor     | 0:3   | Aero Odolena Voda | 7:15, 7:15, 4:15               |
| 01.12.1996 | Volley 80 Pétange | 0:3   | Azot Czerkasy     | 2:15, 3:15, 8:15               |

Tabela
| Lp. | Drużyna           | Pkt | Mecze | Mecze | Mecze | Sety | Sety | Sety  | Małe punkty | Małe punkty | Małe punkty |
| Lp. | Drużyna           | Pkt | M     | W     | P     | wyg. | prz. | ratio | zdob.       | str.        | ratio       |
| --- | ----------------- | --- | ----- | ----- | ----- | ---- | ---- | ----- | ----------- | ----------- | ----------- |
| 1   | Aero Odolena Voda | 6   | 3     | 3     | 0     | 9    | 0    | MAX   | 135         | 53          | 2.547       |
| 2   | Azot Czerkasy     | 5   | 3     | 2     | 1     | 6    | 5    | 1.200 | 130         | 117         | 1.111       |
| 3   | Hapoël Haztor     | 4   | 3     | 1     | 2     | 5    | 6    | 0.833 | 122         | 136         | 0.897       |
| 4   | Volley 80 Pétange | 3   | 3     | 0     | 3     | 0    | 9    | 0.000 | 54          | 135         | 0.400       |

#### Turniej 8
Wyniki
| Data       | Drużyna 1                      | Wynik | Drużyna 2                      | Sety                            |
| ---------- | ------------------------------ | ----- | ------------------------------ | ------------------------------- |
| 29.11.1996 | Jihostroj Czeskie Budziejowice | 3:0   | Lausanne UC                    | 15:4, 15:13, 15:8               |
| 29.11.1996 | Larsa Vigo                     | 2:3   | Holte IF                       | 9:15, 15:5, 15:11, 8:15, 15:17  |
| 30.11.1996 | Lausanne UC                    | 3:2   | Holte IF                       | 14:16, 15:8, 15:8, 13:15, 15:11 |
| 30.11.1996 | Jihostroj Czeskie Budziejowice | 3:0   | Larsa Vigo                     | 15:12, 15:9, 15:7               |
| 01.12.1996 | Larsa Vigo                     | 2:3   | Lausanne UC                    | 15:8, 13:15, 15:11, 7:15, 19:21 |
| 01.12.1996 | Holte IF                       | 0:3   | Jihostroj Czeskie Budziejowice | 10:15, 11:15, 9:15              |

Tabela
| Lp. | Drużyna                        | Pkt | Mecze | Mecze | Mecze | Sety | Sety | Sety  | Małe punkty | Małe punkty | Małe punkty |
| Lp. | Drużyna                        | Pkt | M     | W     | P     | wyg. | prz. | ratio | zdob.       | str.        | ratio       |
| --- | ------------------------------ | --- | ----- | ----- | ----- | ---- | ---- | ----- | ----------- | ----------- | ----------- |
| 1   | Jihostroj Czeskie Budziejowice | 6   | 3     | 3     | 0     | 9    | 0    | MAX   | 135         | 83          | 1.627       |
| 2   | Lausanne UC                    | 5   | 3     | 2     | 1     | 6    | 7    | 0.857 | 167         | 172         | 0.971       |
| 3   | Holte IF                       | 4   | 3     | 1     | 2     | 5    | 8    | 0.625 | 151         | 179         | 0.844       |
| 4   | Larsa Vigo                     | 3   | 3     | 0     | 3     | 4    | 9    | 0.444 | 159         | 178         | 0.893       |

#### Turniej 9
Wyniki
| Data       | Drużyna 1             | Wynik | Drużyna 2             | Sety                |
| ---------- | --------------------- | ----- | --------------------- | ------------------- |
| 29.11.1996 | Izumrud Jekaterynburg | 3:0   | Stirol Gorlovka       | 15:3, 15:6, 15:12   |
| 29.11.1996 | VfB Friedrichshafen   | 3:0   | Željezničar Osijek    | 15:2, 15:8, 15:7    |
| 30.11.1996 | Stirol Gorlovka       | 0:3   | VfB Friedrichshafen   | 7:15, 7:15, 8:15    |
| 30.11.1996 | Izumrud Jekaterynburg | 3:0   | Željezničar Osijek    | 15:4, 15:6, 15:2    |
| 01.12.1996 | Željezničar Osijek    | 0:3   | Stirol Gorlovka       | 12:15, 14:16, 14:16 |
| 01.12.1996 | VfB Friedrichshafen   | 0:3   | Izumrud Jekaterynburg | 13:15, 3:15, 3:15   |

Tabela
| Lp. | Drużyna               | Pkt | Mecze | Mecze | Mecze | Sety | Sety | Sety  | Małe punkty | Małe punkty | Małe punkty |
| Lp. | Drużyna               | Pkt | M     | W     | P     | wyg. | prz. | ratio | zdob.       | str.        | ratio       |
| --- | --------------------- | --- | ----- | ----- | ----- | ---- | ---- | ----- | ----------- | ----------- | ----------- |
| 1   | Izumrud Jekaterynburg | 6   | 3     | 3     | 0     | 9    | 0    | MAX   | 135         | 52          | 2.596       |
| 2   | VfB Friedrichshafen   | 5   | 3     | 2     | 1     | 6    | 3    | 2.000 | 109         | 84          | 1.298       |
| 3   | Stirol Gorlovka       | 4   | 3     | 1     | 2     | 3    | 6    | 0.500 | 90          | 130         | 0.692       |
| 4   | Željezničar Osijek    | 3   | 3     | 0     | 3     | 0    | 9    | 0.000 | 69          | 137         | 0.504       |

#### Turniej 10
Wyniki
| Data       | Drużyna 1         | Wynik | Drużyna 2         | Sety                           |
| ---------- | ----------------- | ----- | ----------------- | ------------------------------ |
| 29.11.1996 | AS Cannes         | 3:0   | Unicaja Almería   | 15:11, 15:5, 15:7              |
| 29.11.1996 | GO Pass Zellik    | 3:2   | Lokomotiv Charków | 15:8, 10:15, 15:9, 10:15, 15:9 |
| 30.11.1996 | AS Cannes         | 3:0   | Lokomotiv Charków | 15:6, 15:6, 15:9               |
| 30.11.1996 | Unicaja Almería   | 1:3   | GO Pass Zellik    | 7:15, 15:9, 14:16, 15:17       |
| 01.12.1996 | Lokomotiv Charków | 1:3   | Unicaja Almería   | 14:16, 15:13, 11:15, 4:15      |
| 01.12.1996 | GO Pass Zellik    | 0:3   | AS Cannes         | 12:15, 10:15, 13:15            |

Tabela
| Lp. | Drużyna           | Pkt | Mecze | Mecze | Mecze | Sety | Sety | Sety  | Małe punkty | Małe punkty | Małe punkty |
| Lp. | Drużyna           | Pkt | M     | W     | P     | wyg. | prz. | ratio | zdob.       | str.        | ratio       |
| --- | ----------------- | --- | ----- | ----- | ----- | ---- | ---- | ----- | ----------- | ----------- | ----------- |
| 1   | AS Cannes         | 6   | 3     | 3     | 0     | 9    | 0    | MAX   | 135         | 79          | 1.709       |
| 2   | GO Pass Zellik    | 5   | 3     | 2     | 1     | 6    | 6    | 1.000 | 157         | 152         | 1.033       |
| 3   | Unicaja Almería   | 4   | 3     | 1     | 2     | 4    | 7    | 0.571 | 133         | 146         | 0.911       |
| 4   | Lokomotiv Charków | 3   | 3     | 0     | 3     | 3    | 9    | 0.333 | 121         | 169         | 0.716       |

#### Turniej 11
Wyniki
| Data       | Drużyna 1           | Wynik | Drużyna 2           | Sety                     |
| ---------- | ------------------- | ----- | ------------------- | ------------------------ |
| 29.11.1996 | Budocnost Podgorica | 0:3   | Ktisifon Peania     | 10:15, 0:15, 8:15        |
| 29.11.1996 | OK Bihac            | 0:3   | TV Amriswil         | 5:15, 3:15, 14:16        |
| 30.11.1996 | TV Amriswil         | 1:3   | Budocnost Podgorica | 7:15, 11:15, 16:14, 9:15 |
| 30.11.1996 | Ktisifon Peania     | 3:0   | OK Bihac            | 15:5, 15:6, 15:6         |
| 01.12.1996 | Ktisifon Peania     | 3:0   | TV Amriswil         | 15:3, 15:7, 15:7         |
| 01.12.1996 | Budocnost Podgorica | 3:0   | OK Bihac            | 15:7, 15:8, 15:8         |

Tabela
| Lp. | Drużyna             | Pkt | Mecze | Mecze | Mecze | Sety | Sety | Sety  | Małe punkty | Małe punkty | Małe punkty |
| Lp. | Drużyna             | Pkt | M     | W     | P     | wyg. | prz. | ratio | zdob.       | str.        | ratio       |
| --- | ------------------- | --- | ----- | ----- | ----- | ---- | ---- | ----- | ----------- | ----------- | ----------- |
| 1   | Ktisifon Peania     | 6   | 3     | 3     | 0     | 9    | 0    | MAX   | 135         | 52          | 2.596       |
| 2   | Budocnost Podgorica | 5   | 3     | 2     | 1     | 6    | 4    | 1.500 | 122         | 111         | 1.099       |
| 3   | TV Amriswil         | 4   | 3     | 1     | 2     | 4    | 6    | 0.667 | 106         | 126         | 0.841       |
| 4   | OK Bihac            | 3   | 3     | 0     | 3     | 0    | 9    | 0.000 | 62          | 136         | 0.456       |

#### Turniej 12
Wyniki
| Data       | Drużyna 1                 | Wynik | Drużyna 2                 | Sety                   |
| ---------- | ------------------------- | ----- | ------------------------- | ---------------------- |
| 29.11.1996 | Netas Stambuł             | 3:0   | Kommunalnik Grodno        | 15:10, 15:8, 15:13     |
| 29.11.1996 | Yawal Częstochowa         | 3:0   | Moldavgidromash Kiszyniów | 15:10, 15:3, 15:8      |
| 30.11.1996 | Yawal Częstochowa         | 1:3   | Netas Stambuł             | 9:15, 15:2, 8:15, 8:15 |
| 30.11.1996 | Moldavgidromash Kiszyniów | 0:3   | Kommunalnik Grodno        | 3:15, 3:15, 2:15       |
| 01.12.1996 | Netas Stambuł             | 3:0   | Moldavgidromash Kiszyniów | 15:4, 15:5, 15:6       |
| 01.12.1996 | Kommunalnik Grodno        | 0:3   | Yawal Częstochowa         | 7:15, 6:15, 4:15       |

Tabela
| Lp. | Drużyna                   | Pkt | Mecze | Mecze | Mecze | Sety | Sety | Sety  | Małe punkty | Małe punkty | Małe punkty |
| Lp. | Drużyna                   | Pkt | M     | W     | P     | wyg. | prz. | ratio | zdob.       | str.        | ratio       |
| --- | ------------------------- | --- | ----- | ----- | ----- | ---- | ---- | ----- | ----------- | ----------- | ----------- |
| 1   | Netas Stambuł             | 6   | 3     | 3     | 0     | 9    | 1    | 9.000 | 137         | 86          | 1.593       |
| 2   | Yawal Częstochowa         | 5   | 3     | 2     | 1     | 7    | 3    | 2.333 | 130         | 85          | 1.529       |
| 3   | Kommunalnik Grodno        | 4   | 3     | 1     | 2     | 3    | 6    | 0.500 | 93          | 98          | 0.949       |
| 4   | Moldavgidromash Kiszyniów | 3   | 3     | 0     | 3     | 0    | 9    | 0.000 | 44          | 135         | 0.326       |

### Faza finałowa

#### 1/8 finału
| Data       | Drużyna 1                      | Wynik | Drużyna 2                      | Sety                             |
| ---------- | ------------------------------ | ----- | ------------------------------ | -------------------------------- |
| 14.01.1997 | Porto Ravenna                  | 3:0   | Samotlar Niżnewartowsk         | 15:9, 15:10, 15:7                |
| 15.01.1997 | Samotlar Niżnewartowsk         | 0:3   | Porto Ravenna                  | 8:15, 11:15, 6:15                |
|            |                                |       |                                |                                  |
| 08.01.1997 | Kuipers Zwolle                 | 0:3   | SC Espinho                     | 13:15, 10:15, 4:15               |
| 15.01.1997 | SC Espinho                     | 3:0   | Kuipers Zwolle                 | 15:6, 15:10, 15:12               |
|            |                                |       |                                |                                  |
| 08.01.1997 | Izumrud Jekaterynburg          | 3:0   | AS Cannes                      | 15:12, 15:9, 15:7                |
| 15.01.1997 | AS Cannes                      | 3:0   | Izumrud Jekaterynburg          | 15:6, 15:8, 15:10                |
|            |                                |       |                                |                                  |
| 08.01.1997 | Aero Odolena Voda              | 3:0   | Setuza Uście nad Łabą          | 15:5, 15:5, 15:10                |
| 15.01.1997 | Setuza Uście nad Łabą          | 3:2   | Aero Odolena Voda              | 12:15, 15:2, 13:15, 15:7, 15:12  |
|            |                                |       |                                |                                  |
| 13.01.1997 | AVC Orestiada                  | 3:0   | Jihostroj Czeskie Budziejowice | 15:7, 15:4, 15:7                 |
| 14.01.1997 | Jihostroj Czeskie Budziejowice | 3:2   | AVC Orestiada                  | 7:15, 15:13, 15:10, 13:15, 15:13 |
|            |                                |       |                                |                                  |
| 08.01.1997 | Ktisifon Peania                | 2:3   | Netas Stambuł                  | 10:15, 15:9, 15:12, 10:15, 8:15  |
| 15.01.1997 | Netas Stambuł                  | 2:3   | Ktisifon Peania                | 14:16, 15:9, 12:15, 15:1, 10:15  |
|            |                                |       |                                |                                  |
| 14.01.1997 | Legia Warszawa                 | 2:3   | Ziraatbank Ankara              | 15:10, 15:9, 7:15, 8:15, 16:18   |
| 15.01.1997 | Ziraatbank Ankara              | 3:2   | Legia Warszawa                 | 11:15, 9:15, 15:9, 15:9, 16:14   |
|            |                                |       |                                |                                  |
| 08.01.1997 | Bayer Wuppertal                | 3:2   | Rome Volley                    | 11:15, 15:1, 14:16, 15:11, 15:12 |
| 16.01.1997 | Rome Volley                    | 2:3   | Bayer Wuppertal                | 12:15, 15:10, 15:6, 9:15, 12:15  |

#### Ćwierćfinały
| Data       | Drużyna 1         | Wynik | Drużyna 2         | Sety                           |
| ---------- | ----------------- | ----- | ----------------- | ------------------------------ |
| 06.02.1997 | Porto Ravenna     | 3:1   | SC Espinho        | 4:15, 15:2, 15:4, 15:9         |
| 12.02.1997 | SC Espinho        | 1:3   | Porto Ravenna     | 9:15, 10:15, 15:12, 11:15      |
|            |                   |       |                   |                                |
| 05.02.1997 | AS Cannes         | 3:2   | Aero Odolena Voda | 15:11, 7:15, 7:15, 15:8, 15:11 |
| 12.02.1997 | Aero Odolena Voda | 3:0   | AS Cannes         | 15:8, 15:9, 15:10              |
|            |                   |       |                   |                                |
| 05.02.1997 | AVC Orestiada     | 3:1   | Netas Stambuł     | 8:15, 15:7, 15:13, 15:9        |
| 12.02.1997 | Netas Stambuł     | 3:0   | AVC Orestiada     | 15:12, 15:1, 15:4              |
|            |                   |       |                   |                                |
| 05.02.1997 | Ziraatbank Ankara | 1:3   | Bayer Wuppertal   | 7:15, 16:14, 6:15, 9:15        |
| 12.02.1997 | Bayer Wuppertal   | 3:2   | Ziraatbank Ankara | 15:4, 12:15, 9:15, 15:9, 15:13 |

#### Turniej finałowy

##### Półfinały
| Data       | Drużyna 1     | Wynik | Drużyna 2         | Sety                             |
| ---------- | ------------- | ----- | ----------------- | -------------------------------- |
| 01.03.1997 | Porto Ravenna | 3:2   | Aero Odolena Voda | 12:15, 15:13, 5:15, 15:10, 20:18 |
| 01.03.1997 | Netas Stambuł | 3:2   | Bayer Wuppertal   | 15:6, 15:5, 11:15, 13:15, 17:15  |

##### Mecz o 3. miejsce
| Data       | Drużyna 1         | Wynik | Drużyna 2       | Sety                             |
| ---------- | ----------------- | ----- | --------------- | -------------------------------- |
| 02.03.1997 | Aero Odolena Voda | 2:3   | Bayer Wuppertal | 6:15, 11:15, 15:10, 15:12, 13:15 |

##### Finał
| Data       | Drużyna 1     | Wynik | Drużyna 2     | Sety               |
| ---------- | ------------- | ----- | ------------- | ------------------ |
| 02.03.1997 | Porto Ravenna | 3:0   | Netas Stambuł | 15:7, 15:10, 15:12 |

## Klasyfikacja końcowa
| Miejsce | Drużyna            |
| ------- | ------------------ |
| złoto   | Porto Ravenna      |
| srebro  | Netas Stambuł      |
| brąz    | SV Bayer Wuppertal |
| 4.      | Aero Odolena Voda  |